# John-David Francis Bartoe
John-David Francis Bartoe dr. (Abington Township, Pennsylvania, 1944. november 17. –) amerikai asztrofizikus, űrhajós.

## Életpálya
1966-ban a Lehigh Egyetemen szerzett oklevelet. 1974-ben a Georgetown Egyetemen fizikából doktorált (Ph.D.), 1976-ban megvédte doktori címét. 1966-tól 1988-ig az amerikai haditengerészet civil alkalmazottja, a Naval Research Laboratory 
(Washington) asztrofizikusa.
1978. augusztus 9-től a Lyndon B. Johnson Űrközpontban részesült űrhajóskiképzésben. Egy űrszolgálata alatt összesen 7 napot, 22 órát, 45 percet és 26 másodpercet (191 óra) töltött a világűrben. Űrhajós pályafutását 1985. augusztus 6-án fejezte be. 1987-1990 között a NASA vezető kutatója. 1990-1994 között kutatás vezetője a Nemzetközi Űrállomáson (ISS) folytatott NASA tudományos munkáknak.

## Űrrepülések
STS–51–F, a Columbia űrrepülőgép 2. repülésének Spacelab specialistája. Két napon keresztül vizsgálata a Nap külső rétegeinek fizikai jelenségeit. Technikai okok miatt előbb tértek vissza a Földre. Egy űrszolgálata alatt összesen 7 napot, 22 órát, 45 percet és 26 másodpercet töltött a világűrben. 5 284 350 kilométert (3 283 543 mérföldet) repült, 127 alkalommal kerülte meg a Földet.

### Tartalék személyzet
- STS–35, a Columbia űrrepülőgép 10. repülésének rakományfelelőse.
- STS–67, az Endeavour űrrepülőgép 8. repülésének rakományfelelőse.

## Írásai
Több mint 60 tudományos munkája jelent meg a Nap megfigyeléséről, az alkalmazott műszerekről.